# Ich bin noch zu haben
Ich bin noch zu haben (Alternativtitel: Zu heiß gebadet & Der Frauenhasser; Originaltitel: The Ladies Man) ist eine US-amerikanische Komödie von und mit Jerry Lewis aus dem Jahr 1961. In dem von Lewis für die Paramount Pictures produzierten Spielfilm sind des Weiteren Helen Traubel, Pat Stanley und Kathleen Freeman in den Hauptrollen zu sehen. Die Erstaufführung in Deutschland fand am 16. Februar 1962 statt.

## Handlung
Der junge Herbert H. Heebert will nach seinem Abschluss am Milltown Junior College seiner großen Liebe Faith einen Antrag machen, doch er wird bitter enttäuscht und findet die Auserwählte in den Armen eines anderen. Völlig verzweifelt, verkündet er den mit ihm trauernden Eltern nunmehr Junggeselle bleiben zu wollen und schwört den Mädchen ab.
In der großen Stadt angekommen, sucht Herbert einen neuen Job als Haushaltshilfe. Doch er trifft zunächst nur auf äußerst willige junge Damen, vor denen er schreiend davonläuft. Als ihm die ältere, unscheinbare Haushälterin Katie die Tür öffnet, springt er ihr geradezu erleichtert in die Arme. Katie sucht im Auftrage der früheren Opernsängerin Miss Wellenmelon einen Hausmeister und lässt sich von der Leidensgeschichte des jungen Mannes zu Tränen rühren. Sie verschweigt ihm daher, um was für eine Art Haus es sich handelt, für das er tätig werden soll. Mit dem Einverständnis von Miss Wellenmelon zieht der völlig übermüdete Herbert in das ehemalige Zimmer ihres verstorbenen Ehegatten.
Als das Haus erwacht, schläft Herbert tief und fest. So bekommt er nicht mit, wie zahlreiche junge Mädchen – lauter Models, Künstler- und Schauspielerinnen – sich für das Frühstück fertig machen. Herbert, der von der schieren Größe des Hauses beeindruckt ist, trifft fast der Schlag, als er ahnungslos das Speisezimmer betritt. Nachdem die anwesenden Damen ihm unter Führung von Miss Wellenmelon gesanglich einen guten Morgen wünschen, läuft er nach seiner Mutter schreiend kopflos durch das Haus und versteckt sich in seinem Zimmer. Miss Wellenmelon gelingt es, den nervösen Mann unter Einsatz vorgespielter Tränen zu überreden, doch zu bleiben und die jungen Damen näher kennenzulernen. Ihr Ziel ist es, endlich jemanden zu finden, der es länger als 3 Tage in ihrem Haus aushält. Also instruiert sie ihre Mädchen, ihm stets das Gefühl zu geben, gebraucht zu werden.
Mit Herbert hält nun nach und nach das Chaos Einzug in das Haus. Wenn er nicht gerade unbeabsichtigt wertvolle Familienerbstücke zerstört, bei der Fütterung des sich stets mit Löwengebrüll ankündigenden Haustieres vor Angst zitternd  den Boden und sich selbst mit Milch bekleckert, die Freunde der Mädchen zur Weißglut treibt oder eine TV-Aufzeichnung im Haus im Übereifer stört, versucht er mit den exzentrischen Persönlichkeiten der jungen Bewohnerinnen klarzukommen. Diese nutzen den naiven, gutgläubigen Herbert bald hemmungslos als Botenjungen aus. Herbert will mehr als einmal den Brocken hinschmeißen und verschwinden, wird aber stets von den Damen abgefangen und zum Bleiben überredet. Nur die unglückliche Fay, der Herbert besondere Aufmerksamkeit schenkt, scheint sich wirklich für den Menschen hinter dem Tollpatsch zu interessieren. Sie ist es auch, die ihren eigentlich nicht böswilligen Mitbewohnerinnen ins Gewissen redet, als Herbert ein weiteres Mal das Haus verlassen will. Dieses Mal soll niemand ihn durch emotionale Erpressung aufhalten. Der eigentlich gar nicht wirklich abreisewillige Herbert staunt nicht schlecht, als ihn niemand der Damen zurückhalten will. Als Fay ihm erklärt, dass sie alle ihn als den netten Menschen, der er ist, bei sich behalten möchten und nicht als Laufburschen, entscheidet sich Herbert – dieses Mal aus freien Stücken – dafür, zu bleiben.

## Produktion
Die Produktion des Films begann am 30. November 1960. Seine Weltpremiere feierte der Film am 28. Juni 1961 in Brooklyn, New York. Am 12. Juli 1961 lief er regulär in den US-amerikanischen Kinos an.
Der Film verursachte Kosten von insgesamt 3,1 Millionen US-Dollar. Eine halbe Millionen Dollar kostete allein der Aufbau des imposanten Sets der von Miss Wellenmelon geleiteten Mädchen-Pension. Man benötigte 39 Tage um die 40 Zimmer umfassende Struktur aufzubauen. Diese war ca. 11 Meter hoch, 54 Meter lang und 47 Meter breit. Aufgebaut wie ein Puppenhaus wies sie nur drei Seiten auf. Beleuchtung und Mikrofone waren in die Konstruktion eingelassen, um dem Drehteam größtmögliche Freiheit beim Filmen zu gewähren. Lewis selbst sprach davon, dass man 56 versteckte Mikrofone integriert und drei Meilen Kabel verbaut hätte.
Zwei Wochen nach Drehbeginn feuerte Lewis den Kameramann Haskell Boggs, mit dem er zuvor vier Filme drehte (Der Held von Brooklyn, Der Babysitter, Der Geisha Boy und Hallo Page!). Dies aufgrund von Differenzen zur technischen Umsetzung. Boggs wurde durch W. Wallace Kelley ersetzt.
Ähnliches widerfuhr auch Mel Brooks, der bereits im Sommer 1960 damit begann, erste Drehbuchfassungen für den Film zu schreiben. Die Idee, die Handlung gemeinsam mit Lewis und Bill Richmond zu entwickeln, scheiterte dem Vernehmen nach vorwiegend an Lewis, da dieser zu jeder Zeit die Kontrolle über sein Projekt behalten wollte und Brooks ihm immer häufiger offen widersprach. Da die Drehbuchbesprechungen zum Kleinkrieg auszuarten drohten, feuerte Lewis den zu diesem Zeitpunkt noch relativ unbekannten Brooks. Für seine etwa 13 Wochen dauernde Arbeit an diesem Film erhielt Brooks 46.900 US-Dollar, eine Erwähnung in den Filmcredits fand er jedoch nicht.
Lewis nutzte zur Überwachung seiner Produktion ein von ihm eigens weiterentwickeltes Video-Assistent-System. Erstmals zu Dreharbeiten seines Films Hallo Page! eingesetzt, perfektionierte er es für Ich bin noch zu haben. Die über 30 Video-Monitore mit denen Lewis arbeitete, beeindruckten den späteren Starregisseur Francis Ford Coppola bei einem Drehbesuch derart, dass er diese Technik Jahre später für eigene Dreharbeiten nutzte, was wiederum weitere Regisseure auf diese Technik aufmerksam machte.
Jerry Lewis verkörpert in diesem Film nicht nur die Hauptrolle, sondern auch dessen grotesk überzeichnete Mutter, die ihm am College tränenreich verabschiedet und später nochmals auf einer Fotografie zu sehen ist.
Für die Rolle der Fay war zunächst die Schauspielerin Diana Dors vorgesehen. Da sie sich jedoch entschloss im selben Jahr den Film General Pfeifendeckel zu drehen, ersetzte man sie durch Pat Stanley. Dennoch erhielt Dors die volle vereinbarte Gage.
Unter den zahlreichen jungen Schauspielerinnen, die in diesem Film in meist namenlosen Rollen zu sehen waren, zählen: Gloria Jean (als Gloria), Hope Holiday (als Miss Anxious), Mary LaRoche (als Miss Society), Beverly Wills (als Miss Hypochondriac), Madlyn Rhue (als Miss Intellect), Sylvia Lewis (als Miss Cartilage) und die Rock'n'Roll-Sängerin Lillian Briggs (als Lillian).
Der bekannte Schauspieler George Raft spielt sich hier selbst. Herbert glaubt ihm zunächst nicht, als er sich als George Raft vorstellt, zumal er es nicht schafft, eine Münze auf die aus seinem Film Scarface bekannte Art und Weise in die Luft zu werfen und wieder aufzufangen.
Im Film ist ein Kinoplakat zum Jerry-Lewis-Film Aschenblödel zu sehen.

### Lieder im Film
Die folgenden, im Film zu hörenden Lieder wurden von Harry Warren (Musik) und Jack Brooks (Songtext) geschrieben:
- Don't Go to Paris – gesungen von Vicki Benet
- He Doesn't Know – (Instrumental)
- Ladies' Man – (Instrumental)

Zudem haben Harry James und sein Orchester in einer surrealen Szene in der Herbert auf die skurrile Miss Cartilage trifft, einen Auftritt. Sie spielen darin das instrumentale Lied Bang Tail.

### Synchronisation
Die deutsche Synchronbearbeitung entstand 1961 in den Ateliers der Berliner Synchron GmbH in Berlin unter der Regie von Klaus von Wahl und dem Dialogbuch von Fritz A. Koeniger.
| Rolle                             | Darsteller       | Synchronsprecher   |
| --------------------------------- | ---------------- | ------------------ |
| Herbert H. Heebert / Mama Heebert | Jerry Lewis      | Horst Gentzen      |
| Helen N. Wellenmellon             | Helen Traubel    | Edith Schollwer    |
| Fay                               | Pat Stanley      | Renate Danz        |
| Katie                             | Kathleen Freeman | Siegrid Hackenberg |
| Willard C. Gainsborough           | Buddy Lester     | Arnold Marquis     |
| George Raft                       | George Raft      | Curt Ackermann     |
| Del Moore                         | Del Moore        | Heinz Petruo       |

Der Film erschien in den Westdeutschen Kinos zunächst unter dem Titel Ich bin noch zu haben ehe er für spätere Aufführungen und Veröffentlichungen im Fernsehen und auf DVD in Zu heiß gebadet umbenannt wurde. In Österreich lief der Film unter dem Titel Der Frauenhasser ab Juli 1962 in den Kinos.
Im Jahr 2004 erschien der Film in der deutschen Synchron-Fassung auf DVD im Verleih der Paramount Pictures.

## Rezeption
Das Lexikon des internationalen Films zeigt sich wenig angetan von diesem „Blödelfilm“ und begnügt sich mit dem Hinweis darauf, dass Lewis darin einen „mehr oder minder komische[n] Hausdiener“ spiele.
Die Zeitschrift Cinema attestiert Lewis hingegen „Slapstick und Grimassen mit viel Tempo“ zu kombinieren. Die Klamotte beinhalte „jugendfreie, turbulente Geschlechterkomik“.